# Plakoribates neotropicus
Plakoribates neotropicus är en kvalsterart som beskrevs av Balogh och Sandór Mahunka 1978. Plakoribates neotropicus ingår i släktet Plakoribates och familjen Achipteriidae. Inga underarter finns listade i Catalogue of Life.